# Liste der Nummer-eins-Hits in Österreich (2021)
Dies ist eine Liste der Nummer-eins-Hits in Österreich im Jahr 2021. Sie basiert auf den Top 75 der österreichischen Charts bei den Singles und bei den Alben. Das in der Liste angegebene Charteintrittsdatum ist der Freitag zwei Wochen nach Beginn der Verkaufswoche.

## Singles
| ← 2020 ← | Liste der Nummer-eins-Hits in Österreich | Liste der Nummer-eins-Hits in Österreich | Liste der Nummer-eins-Hits in Österreich | 2022 → |
| \| Zeitraum \| Wo. ges. \| Interpret \| Titel Autor(en) \| Zusätzliche Informationen \| \| (Zeitraum, Wochen auf Platz eins, Interpret, Titel, Autor[en], zusätzliche Informationen) \| \| \| \| \| \| ----------------------------------------------------------------------------------------- \| -------- \| ---------------------------------------- \| --------------------------------------------------------------------------------------------------------------------------------------------------------------------- \| -------------------------------------------------------------------------------------------------------------------------------------------------------------------------------------------------------------------------------------------------------------------------------------------------------------------------------------------------------------------------------------------------------------------------------------------------------------------------------------------------------------------------------------------------------------------------------------------------------------- \| \| 8. Januar 2021 – 14. Januar 2021 1 Woche (insgesamt 16) \| 16 \| Mariah Carey \| All I Want for Christmas Is You Walter N. Afanasieff, Mariah Carey \| – \| \| 15. Januar 2021 – 21. Januar 2021 1 Woche \| 1 \| Ufo361 feat. Bonez MC \| 7 Musik: Jeremias Daniel, Ufuk Bayraktar, David Kraft, Tim Wilke, Filip Gezin; Text: John-Lorenz Moser, Ufuk Bayraktar \| Für Bonez MC ist es bereits der achte Nummer-eins-Hit in Österreich, wodurch er mit den Beatles gleichzieht und nach Capital Bra der Interpret mit den zweitmeisten Spitzenreitern wird. Für das Produzenten-Duo The Cratez ist es der 18. Nummer-eins-Hit in Österreich. Ufo361 erreicht zum dritten Mal die Spitze der Charts. \| \| 22. Januar 2021 – 11. Februar 2021 3 Wochen \| 3 \| Olivia Rodrigo \| Drivers License Daniel Leonard Nigro, Olivia Rodrigo \| Wie in ihrem Heimatland konnte die US-amerikanische Popsängerin mit ihrer Debütsingle umgehend auf Platz eins der österreichischen Charts einsteigen. \| \| 12. Februar 2021 – 4. März 2021 3 Wochen \| 3 \| Kasimir1441 feat. Badmómzjay & Wildbwoys \| Ohne Dich Musik: Markus Paul Gorecki, Daniel Sluga; Text: Clemens Reichelt, Josy Napieray, Marco Tscheschlok, Luca Manuel Montesinos Gargallo \| – \| \| 5. März 2021 – 11. März 2021 1 Woche \| 1 \| Bausa feat. Apache 207 \| Madonna Musik: Joshua Allery, Laurin Auth, Julian Otto, Berken Dogan; Text: Julian Otto, Volkan Yaman \| Für Bausa ist es bereits der zweite und für Apache 207 der dritte Nummer-eins-Hit in Österreich. \| \| 12. März 2021 – 22. April 2021 6 Wochen (insgesamt 11) \| 11 \| Nathan Evans \| Wellerman Traditional \| Mit elf Wochen an der Chartspitze ist Wellerman in dieser Hinsicht der erfolgreichste Nummer-eins-Hit des Jahres. \| \| 23. April 2021 – 29. April 2021 1 Woche \| 1 \| Lil Nas X \| Montero (Call Me by Your Name) Montero Lamar Hill, David Charles Marshall Biral, Denzel Michael Akil Baptiste, Roy Lenzo, Omer Fedi \| Für Lil Nas X ist es bereits der zweite Nummer-eins-Hit in Österreich. \| \| 30. April 2021 – 3. Juni 2021 5 Wochen (insgesamt 11) \| 11 \| Nathan Evans \| Wellerman Traditional \| – \| \| 4. Juni 2021 – 1. Juli 2021 4 Wochen \| 4 \| Olivia Rodrigo \| Good 4 U Daniel Leonard Nigro, Olivia Rodrigo \| Für Olivia Rodrigo ist es bereits der zweite Nummer-eins-Hit in Österreich sowohl im Jahre 2021 als auch insgesamt. \| \| 2. Juli 2021 – 29. Juli 2021 4 Wochen \| 4 \| Måneskin \| Beggin’ Bob Gaudio, Peggy Farina \| Während die Originalversion von The Four Seasons aus dem Jahre 1967 seinerzeit die Charts verfehlte und Madcon mit ihrer Interpretation 2008 Platz 7 erreichten, gelang Måneskin mit ihrem Cover der Sprung an die Spitze der österreichischen Charts. Ihre Version wurde bereits 2017 veröffentlicht, durch den Sieg der Band beim Eurovision Song Contest 2021 erhielt allerdings auch die restliche Diskografie der Musiker einen Popularitätsschub, wobei Beggin’ in Österreich kommerziell erfolgreicher als ihr Siegertitel Zitti e buoni wurde. \| \| 30. Juli 2021 – 5. August 2021 1 Woche \| 1 \| RAF Camora \| Zukunft Musik: Raphael Ragucci, David Kraft, Tim Wilke, Mohamad Hoteit; Text: Raphael Ragucci \| Ohne Singleauskopplung wird das Titellied aus seinem gleichnamigen, unangekündigten Comeback-Album Zukunft für RAF Camora zu seinem achten Nummer-eins-Hit in Österreich, wodurch er mit den Beatles und Bonez MC gleichzieht und nach Capital Bra der Interpret mit den zweitmeisten Spitzenreitern wird. Er baut zudem seinen eigenen Erfolg aus, der Österreicher mit den meisten Nummer-eins-Hits im eigenen Land zu sein. Für das Produzenten-Duo The Cratez ist es die 19. Nummer-eins-Single. Sie sind die Produzenten mit den meisten Nummer-eins-Hits in Österreich. \| \| 6. August 2021 – 19. August 2021 2 Wochen \| 2 \| RAF Camora feat. Bonez MC \| Blaues Licht Musik: David Kraft, Tim Wilke, Mohamad Hoteit, Gianfranco Randone; Text: Raphael Ragucci, John-Lorenz Moser, Maurizio Lobina, Massimo Gabutti \| Beide Interpreten erreichen bereits zum neunten Mal die Spitze der österreichischen Charts und überholen somit die Beatles. Nur Capital Bra befand sich häufiger auf Platz eins. Zudem ist es für beide Musiker der zweite Nummer-eins-Erfolg im Jahre 2021. RAF Camora kann seinen Rekord als österreichischer Musiker mit den meisten Nummer-eins-Hits im eigenen Land weiter ausbauen. Das Produzenten-Duo The Cratez erzielt die 20. Nummer-eins-Single. Das in Blaues Licht gesampelte Musikstück Blue (Da Ba Dee) von Eiffel 65 konnte bereits im Jahre 1999 für 7 Wochen die Spitzenposition erreichen. \| \| 20. August 2021 – 26. August 2021 1 Woche \| 1 \| Ed Sheeran \| Bad Habits Edward Christopher Sheeran, Johnny McDaid, Frederick John Philip Gibson \| Für Ed Sheeran ist es bereits der fünfte Nummer-eins-Hit in Österreich. \| \| 27. August 2021 – 23. September 2021 4 Wochen (insgesamt 7) \| 7 \| The Kid Laroi & Justin Bieber \| Stay Charlton Kenneth Jeffrey Howard, Justin Drew Bieber, Blake Slatkin, Charlie Puth, Magnus August Høiberg, Michael Mulé, Isaac De Boni, Omer Fedi, Subhaan Rahmaan \| Für Justin Bieber ist es bereits der vierte Nummer-eins-Hit in Österreich. The Kid Laroi steht zum ersten Mal an der Chartspitze. \| \| 24. September 2021 – 30. September 2021 1 Woche \| 1 \| RAF Camora feat. Luciano \| 2CB Patrick Großmann, Mohamad Hoteit, David Kraft, Raphael Ragucci, Ville Valo, Tim Wilke \| Für RAF Camora ist es bereits der zehnte Nummer-eins-Hit in Österreich, womit er Bonez MC überholt und zum alleinigen Interpreten mit den zweitmeisten Spitzenreitern in den österreichischen Charts wird. Nur Capital Bra befand sich häufiger auf Platz eins. Zudem baut er seinen Erfolg weiter aus, der Österreicher mit den meisten Nummer-eins-Hits im eigenen Land zu sein. Luciano steht zum ersten Mal an der Chartspitze. Für das Produzenten-Duo The Cratez ist es die 21. Nummer-eins-Single in Österreich. \| \| 1. Oktober 2021 – 21. Oktober 2021 3 Wochen (insgesamt 7) \| 7 \| The Kid Laroi & Justin Bieber \| Stay Charlton Kenneth Jeffrey Howard, Justin Drew Bieber, Blake Slatkin, Charlie Puth, Magnus August Høiberg, Michael Mulé, Isaac De Boni, Omer Fedi, Subhaan Rahmaan \| – \| \| 22. Oktober 2021 – 28. Oktober 2021 1 Woche \| 1 \| RAF Camora \| Guapa Raphael Ragucci, David Kraft, Tim Wilke, Mohamad Hoteit, Minti \| Der Rapper erreicht seine vierte Nummer-eins-Platzierung in den österreichischen Singlecharts im Jahr 2021, sowie seine elfte insgesamt. Damit baut er seinen Erfolg weiter aus, der österreichische Interpret mit den meisten Nummer-eins-Hits im eigenen Land sowie der Interpret mit den zweitmeisten Nummer-eins-Hits zu sein. Nur Capital Bra befand sich häufiger auf der Spitzenposition. Das Produzenten-Duo The Cratez ist bereits das 22. Mal auf Platz eins und das fünfte Mal im Jahr 2021. \| \| 29. Oktober 2021 – 11. November 2021 2 Wochen (insgesamt 3) \| 3 \| Adele \| Easy on Me Adele Atkins, Greg Kurstin \| Für Adele ist es der zweite Nummer-eins-Hit in Österreich. \| \| 12. November 2021 – 2. Dezember 2021 3 Wochen \| 3 \| Ed Sheeran \| Shivers Edward Sheeran, Steve McCutcheon, Kal Lavelle, John McDaid \| Für Ed Sheeran ist es bereits der sechste Nummer-eins-Hit in Österreich sowie der zweite im Jahr 2021. \| \| 3. Dezember 2021 – 9. Dezember 2021 1 Woche (insgesamt 3) \| 3 \| Adele \| Easy on Me Adele Atkins, Greg Kurstin \| – \| \| 10. Dezember 2021 – 30. Dezember 2021 3 Wochen (insgesamt 16) \| 16 \| Mariah Carey \| All I Want for Christmas Is You Walter N. Afanasieff, Mariah Carey \| – \| |                                          |                                          | | |
| ← 2020 |                                          |                                          | | → 2022 → |
| Zeitraum | Wo. ges.                                 | Interpret                                | Titel Autor(en) | Zusätzliche Informationen |
| (Zeitraum, Wochen auf Platz eins, Interpret, Titel, Autor[en], zusätzliche Informationen) |                                          |                                          | | |
| 8. Januar 2021 – 14. Januar 2021 1 Woche (insgesamt 16) | 16                                       | Mariah Carey                             | All I Want for Christmas Is You Walter N. Afanasieff, Mariah Carey | – |
| 15. Januar 2021 – 21. Januar 2021 1 Woche | 1                                        | Ufo361 feat. Bonez MC                    | 7 Musik: Jeremias Daniel, Ufuk Bayraktar, David Kraft, Tim Wilke, Filip Gezin; Text: John-Lorenz Moser, Ufuk Bayraktar                                                | Für Bonez MC ist es bereits der achte Nummer-eins-Hit in Österreich, wodurch er mit den Beatles gleichzieht und nach Capital Bra der Interpret mit den zweitmeisten Spitzenreitern wird. Für das Produzenten-Duo The Cratez ist es der 18. Nummer-eins-Hit in Österreich. Ufo361 erreicht zum dritten Mal die Spitze der Charts. |
| 22. Januar 2021 – 11. Februar 2021 3 Wochen | 3                                        | Olivia Rodrigo                           | Drivers License Daniel Leonard Nigro, Olivia Rodrigo | Wie in ihrem Heimatland konnte die US-amerikanische Popsängerin mit ihrer Debütsingle umgehend auf Platz eins der österreichischen Charts einsteigen. |
| 12. Februar 2021 – 4. März 2021 3 Wochen | 3                                        | Kasimir1441 feat. Badmómzjay & Wildbwoys | Ohne Dich Musik: Markus Paul Gorecki, Daniel Sluga; Text: Clemens Reichelt, Josy Napieray, Marco Tscheschlok, Luca Manuel Montesinos Gargallo                         | – |
| 5. März 2021 – 11. März 2021 1 Woche | 1                                        | Bausa feat. Apache 207                   | Madonna Musik: Joshua Allery, Laurin Auth, Julian Otto, Berken Dogan; Text: Julian Otto, Volkan Yaman                                                                 | Für Bausa ist es bereits der zweite und für Apache 207 der dritte Nummer-eins-Hit in Österreich. |
| 12. März 2021 – 22. April 2021 6 Wochen (insgesamt 11) | 11                                       | Nathan Evans                             | Wellerman Traditional | Mit elf Wochen an der Chartspitze ist Wellerman in dieser Hinsicht der erfolgreichste Nummer-eins-Hit des Jahres. |
| 23. April 2021 – 29. April 2021 1 Woche | 1                                        | Lil Nas X                                | Montero (Call Me by Your Name) Montero Lamar Hill, David Charles Marshall Biral, Denzel Michael Akil Baptiste, Roy Lenzo, Omer Fedi                                   | Für Lil Nas X ist es bereits der zweite Nummer-eins-Hit in Österreich. |
| 30. April 2021 – 3. Juni 2021 5 Wochen (insgesamt 11) | 11                                       | Nathan Evans                             | Wellerman Traditional | – |
| 4. Juni 2021 – 1. Juli 2021 4 Wochen | 4                                        | Olivia Rodrigo                           | Good 4 U Daniel Leonard Nigro, Olivia Rodrigo | Für Olivia Rodrigo ist es bereits der zweite Nummer-eins-Hit in Österreich sowohl im Jahre 2021 als auch insgesamt. |
| 2. Juli 2021 – 29. Juli 2021 4 Wochen | 4                                        | Måneskin                                 | Beggin’ Bob Gaudio, Peggy Farina | Während die Originalversion von The Four Seasons aus dem Jahre 1967 seinerzeit die Charts verfehlte und Madcon mit ihrer Interpretation 2008 Platz 7 erreichten, gelang Måneskin mit ihrem Cover der Sprung an die Spitze der österreichischen Charts. Ihre Version wurde bereits 2017 veröffentlicht, durch den Sieg der Band beim Eurovision Song Contest 2021 erhielt allerdings auch die restliche Diskografie der Musiker einen Popularitätsschub, wobei Beggin’ in Österreich kommerziell erfolgreicher als ihr Siegertitel Zitti e buoni wurde.                                                         |
| 30. Juli 2021 – 5. August 2021 1 Woche | 1                                        | RAF Camora                               | Zukunft Musik: Raphael Ragucci, David Kraft, Tim Wilke, Mohamad Hoteit; Text: Raphael Ragucci                                                                         | Ohne Singleauskopplung wird das Titellied aus seinem gleichnamigen, unangekündigten Comeback-Album Zukunft für RAF Camora zu seinem achten Nummer-eins-Hit in Österreich, wodurch er mit den Beatles und Bonez MC gleichzieht und nach Capital Bra der Interpret mit den zweitmeisten Spitzenreitern wird. Er baut zudem seinen eigenen Erfolg aus, der Österreicher mit den meisten Nummer-eins-Hits im eigenen Land zu sein. Für das Produzenten-Duo The Cratez ist es die 19. Nummer-eins-Single. Sie sind die Produzenten mit den meisten Nummer-eins-Hits in Österreich.                                  |
| 6. August 2021 – 19. August 2021 2 Wochen | 2                                        | RAF Camora feat. Bonez MC                | Blaues Licht Musik: David Kraft, Tim Wilke, Mohamad Hoteit, Gianfranco Randone; Text: Raphael Ragucci, John-Lorenz Moser, Maurizio Lobina, Massimo Gabutti            | Beide Interpreten erreichen bereits zum neunten Mal die Spitze der österreichischen Charts und überholen somit die Beatles. Nur Capital Bra befand sich häufiger auf Platz eins. Zudem ist es für beide Musiker der zweite Nummer-eins-Erfolg im Jahre 2021. RAF Camora kann seinen Rekord als österreichischer Musiker mit den meisten Nummer-eins-Hits im eigenen Land weiter ausbauen. Das Produzenten-Duo The Cratez erzielt die 20. Nummer-eins-Single. Das in Blaues Licht gesampelte Musikstück Blue (Da Ba Dee) von Eiffel 65 konnte bereits im Jahre 1999 für 7 Wochen die Spitzenposition erreichen. |
| 20. August 2021 – 26. August 2021 1 Woche | 1                                        | Ed Sheeran                               | Bad Habits Edward Christopher Sheeran, Johnny McDaid, Frederick John Philip Gibson                                                                                    | Für Ed Sheeran ist es bereits der fünfte Nummer-eins-Hit in Österreich. |
| 27. August 2021 – 23. September 2021 4 Wochen (insgesamt 7) | 7                                        | The Kid Laroi & Justin Bieber            | Stay Charlton Kenneth Jeffrey Howard, Justin Drew Bieber, Blake Slatkin, Charlie Puth, Magnus August Høiberg, Michael Mulé, Isaac De Boni, Omer Fedi, Subhaan Rahmaan | Für Justin Bieber ist es bereits der vierte Nummer-eins-Hit in Österreich. The Kid Laroi steht zum ersten Mal an der Chartspitze. |
| 24. September 2021 – 30. September 2021 1 Woche | 1                                        | RAF Camora feat. Luciano                 | 2CB Patrick Großmann, Mohamad Hoteit, David Kraft, Raphael Ragucci, Ville Valo, Tim Wilke                                                                             | Für RAF Camora ist es bereits der zehnte Nummer-eins-Hit in Österreich, womit er Bonez MC überholt und zum alleinigen Interpreten mit den zweitmeisten Spitzenreitern in den österreichischen Charts wird. Nur Capital Bra befand sich häufiger auf Platz eins. Zudem baut er seinen Erfolg weiter aus, der Österreicher mit den meisten Nummer-eins-Hits im eigenen Land zu sein. Luciano steht zum ersten Mal an der Chartspitze. Für das Produzenten-Duo The Cratez ist es die 21. Nummer-eins-Single in Österreich.                                                                                        |
| 1. Oktober 2021 – 21. Oktober 2021 3 Wochen (insgesamt 7) | 7                                        | The Kid Laroi & Justin Bieber            | Stay Charlton Kenneth Jeffrey Howard, Justin Drew Bieber, Blake Slatkin, Charlie Puth, Magnus August Høiberg, Michael Mulé, Isaac De Boni, Omer Fedi, Subhaan Rahmaan | – |
| 22. Oktober 2021 – 28. Oktober 2021 1 Woche | 1                                        | RAF Camora                               | Guapa Raphael Ragucci, David Kraft, Tim Wilke, Mohamad Hoteit, Minti                                                                                                  | Der Rapper erreicht seine vierte Nummer-eins-Platzierung in den österreichischen Singlecharts im Jahr 2021, sowie seine elfte insgesamt. Damit baut er seinen Erfolg weiter aus, der österreichische Interpret mit den meisten Nummer-eins-Hits im eigenen Land sowie der Interpret mit den zweitmeisten Nummer-eins-Hits zu sein. Nur Capital Bra befand sich häufiger auf der Spitzenposition. Das Produzenten-Duo The Cratez ist bereits das 22. Mal auf Platz eins und das fünfte Mal im Jahr 2021. |
| 29. Oktober 2021 – 11. November 2021 2 Wochen (insgesamt 3) | 3                                        | Adele                                    | Easy on Me Adele Atkins, Greg Kurstin | Für Adele ist es der zweite Nummer-eins-Hit in Österreich. |
| 12. November 2021 – 2. Dezember 2021 3 Wochen | 3                                        | Ed Sheeran                               | Shivers Edward Sheeran, Steve McCutcheon, Kal Lavelle, John McDaid | Für Ed Sheeran ist es bereits der sechste Nummer-eins-Hit in Österreich sowie der zweite im Jahr 2021. |
| 3. Dezember 2021 – 9. Dezember 2021 1 Woche (insgesamt 3) | 3                                        | Adele                                    | Easy on Me Adele Atkins, Greg Kurstin | – |
| 10. Dezember 2021 – 30. Dezember 2021 3 Wochen (insgesamt 16) | 16                                       | Mariah Carey                             | All I Want for Christmas Is You Walter N. Afanasieff, Mariah Carey | – |

## Alben
| ← 2020 ← | Liste der Nummer-eins-Alben in Österreich | Liste der Nummer-eins-Alben in Österreich | Liste der Nummer-eins-Alben in Österreich                    | 2022 → |
| \| Zeitraum \| Wo. ges. \| Interpret \| Titel \| Zusätzliche Informationen \| \| (Zeitraum, Wochen auf Platz eins, Interpret, Titel, zusätzliche Informationen) \| \| \| \| \| \| ------------------------------------------------------------------------------ \| -------- \| ------------------------------------- \| ------------------------------------------------------------ \| ------------------------------------------------------------------------------------------------------------ \| \| 4. Dezember 2020 – 7. Januar 2021 5 Wochen \| 5 \| Andreas Gabalier \| A Volks-Rock‘n’Roll Christmas \| – \| \| 8. Januar 2021 – 21. Januar 2021 2 Wochen (insgesamt 3) \| 3 \| AC/DC \| Power Up \| – \| \| 22. Januar 2021 – 28. Januar 2021 1 Woche \| 1 \| Daniela Alfinito \| Splitter aus Glück \| – \| \| 29. Januar 2021 – 4. Februar 2021 1 Woche \| 1 \| Wiener Philharmoniker / Riccardo Muti \| Neujahrskonzert 2021 \| – \| \| 5. Februar 2021 – 11. Februar 2021 1 Woche \| 1 \| Wardruna \| Kvitravn \| – \| \| 12. Februar 2021 – 18. Februar 2021 1 Woche \| 1 \| Katja Krasavice \| Eure Mami \| – \| \| 19. Februar 2021 – 25. Februar 2021 1 Woche \| 1 \| Foo Fighters \| Medicine at Midnight \| – \| \| 26. Februar 2021 – 4. März 2021 1 Woche (insgesamt 2) \| 2 \| Peter Alexander \| Peter \| – \| \| 5. März 2021 – 11. März 2021 1 Woche \| 1 \| Kool Savas \| Aghori \| – \| \| 12. März 2021 – 18. März 2021 1 Woche (insgesamt 2) \| 2 \| Peter Alexander \| Peter \| – \| \| 19. März 2021 – 25. März 2021 1 Woche \| 1 \| Kings of Leon \| When You See Yourself \| – \| \| 26. März 2021 – 1. April 2021 1 Woche (insgesamt 2) \| 2 \| Ina Regen \| Rot \| – \| \| 2. April 2021 – 8. April 2021 1 Woche \| 1 \| Maite Kelly \| Hello! \| – \| \| 9. April 2021 – 15. April 2021 1 Woche (insgesamt 2) \| 2 \| Ina Regen \| Rot \| – \| \| 16. April 2021 – 22. April 2021 1 Woche \| 1 \| Justin Bieber \| Justice \| – \| \| 23. April 2021 – 29. April 2021 1 Woche \| 1 \| Giovanni Zarrella \| Ciao! \| – \| \| 30. April 2021 – 6. Mai 2021 1 Woche \| 1 \| The Offspring \| Let the Bad Times Roll \| – \| \| 7. Mai 2021 – 13. Mai 2021 1 Woche \| 1 \| Samra \| Rohdiamant \| – \| \| 14. Mai 2021 – 20. Mai 2021 1 Woche \| 1 \| Ufo361 \| Stay High \| – \| \| 21. Mai 2021 – 27. Mai 2021 1 Woche \| 1 \| Wincent Weiss \| Vielleicht irgendwann \| – \| \| 28. Mai 2021 – 3. Juni 2021 1 Woche \| 1 \| 187 Strassenbande \| Sampler 5 \| – \| \| 4. Juni 2021 – 10. Juni 2021 1 Woche \| 1 \| Kontra K \| Aus dem Licht in den Schatten zurück \| – \| \| 11. Juni 2021 – 17. Juni 2021 1 Woche \| 1 \| K.I.Z \| Rap über Hass \| – \| \| 18. Juni 2021 – 24. Juni 2021 1 Woche (insgesamt 2) \| 2 \| Olivia Rodrigo \| Sour \| – \| \| 25. Juni 2021 – 1. Juli 2021 1 Woche \| 1 \| Buntspecht \| Spring bevor du fällst \| – \| \| 2. Juli 2021 – 8. Juli 2021 1 Woche \| 1 \| Calimeros \| Bahama Sunshine \| – \| \| 9. Juli 2021 – 15. Juli 2021 1 Woche \| 1 \| Kastelruther Spatzen \| HeimatLiebe \| – \| \| 16. Juli 2021 – 22. Juli 2021 1 Woche \| 1 \| Nik P. \| Seelenrausch \| – \| \| 23. Juli 2021 – 29. Juli 2021 1 Woche \| 1 \| Die Amigos \| Freiheit \| – \| \| 30. Juli 2021 – 12. August 2021 2 Wochen (insgesamt 3) \| 3 \| RAF Camora \| Zukunft \| – \| \| 13. August 2021 – 2. September 2021 3 Wochen \| 3 \| Billie Eilish \| Happier Than Ever \| – \| \| 3. September 2021 – 9. September 2021 1 Woche (insgesamt 2) \| 2 \| Olivia Rodrigo \| Sour \| – \| \| 10. September 2021 – 16. September 2021 1 Woche \| 1 \| Kanye West \| Donda \| Mit seinem zehnten Soloalbum erreicht Kanye West zum ersten Mal die Spitze der österreichischen Charts. \| \| 17. September 2021 – 23. September 2021 1 Woche \| 1 \| Iron Maiden \| Senjutsu \| – \| \| 24. September 2021 – 30. September 2021 1 Woche \| 1 \| Metallica \| Metallica \| – \| \| 1. Oktober 2021 – 7. Oktober 2021 1 Woche \| 1 \| Bob Dylan \| The Bootleg Series Vol. 16: Springtime in New York 1980–1985 \| – \| \| 8. Oktober 2021 – 14. Oktober 2021 1 Woche \| 1 \| Die Ärzte \| Dunkel \| – \| \| 15. Oktober 2021 – 21. Oktober 2021 1 Woche (insgesamt 3) \| 3 \| RAF Camora \| Zukunft \| – \| \| 22. Oktober 2021 – 28. Oktober 2021 1 Woche \| 1 \| Die Grubertaler \| Echt Schlager – Die große Fete – Volume II \| – \| \| 29. Oktober 2021 – 11. November 2021 2 Wochen \| 2 \| Helene Fischer \| Rausch \| – \| \| 12. November 2021 – 18. November 2021 1 Woche \| 1 \| Ed Sheeran \| = \| – \| \| 19. November 2021 – 2. Dezember 2021 2 Wochen (insgesamt 4) \| 4 \| ABBA \| Voyage \| Für die schwedische Popgruppe ist es das vierte Nummer-eins-Album in Österreich, aber das erste Studioalbum. \| \| 3. Dezember 2021 – 16. Dezember 2021 2 Wochen \| 2 \| Adele \| 30 \| – \| \| 17. Dezember 2021 – 23. Dezember 2021 1 Woche \| 1 \| Volbeat \| Servant of the Mind \| – \| \| 24. Dezember 2021 – 30. Dezember 2021 1 Woche (insgesamt 4) \| 4 \| ABBA \| Voyage \| – \| |                                           |                                           |                                                              | |
| ← 2020 |                                           |                                           |                                                              | → 2022 → |
| Zeitraum | Wo. ges.                                  | Interpret                                 | Titel                                                        | Zusätzliche Informationen                                                                                    |
| (Zeitraum, Wochen auf Platz eins, Interpret, Titel, zusätzliche Informationen) |                                           |                                           |                                                              | |
| 4. Dezember 2020 – 7. Januar 2021 5 Wochen | 5                                         | Andreas Gabalier                          | A Volks-Rock‘n’Roll Christmas                                | – |
| 8. Januar 2021 – 21. Januar 2021 2 Wochen (insgesamt 3) | 3                                         | AC/DC                                     | Power Up                                                     | – |
| 22. Januar 2021 – 28. Januar 2021 1 Woche | 1                                         | Daniela Alfinito                          | Splitter aus Glück                                           | – |
| 29. Januar 2021 – 4. Februar 2021 1 Woche | 1                                         | Wiener Philharmoniker / Riccardo Muti     | Neujahrskonzert 2021                                         | – |
| 5. Februar 2021 – 11. Februar 2021 1 Woche | 1                                         | Wardruna                                  | Kvitravn                                                     | – |
| 12. Februar 2021 – 18. Februar 2021 1 Woche | 1                                         | Katja Krasavice                           | Eure Mami                                                    | – |
| 19. Februar 2021 – 25. Februar 2021 1 Woche | 1                                         | Foo Fighters                              | Medicine at Midnight                                         | – |
| 26. Februar 2021 – 4. März 2021 1 Woche (insgesamt 2) | 2                                         | Peter Alexander                           | Peter                                                        | – |
| 5. März 2021 – 11. März 2021 1 Woche | 1                                         | Kool Savas                                | Aghori                                                       | – |
| 12. März 2021 – 18. März 2021 1 Woche (insgesamt 2) | 2                                         | Peter Alexander                           | Peter                                                        | – |
| 19. März 2021 – 25. März 2021 1 Woche | 1                                         | Kings of Leon                             | When You See Yourself                                        | – |
| 26. März 2021 – 1. April 2021 1 Woche (insgesamt 2) | 2                                         | Ina Regen                                 | Rot                                                          | – |
| 2. April 2021 – 8. April 2021 1 Woche | 1                                         | Maite Kelly                               | Hello!                                                       | – |
| 9. April 2021 – 15. April 2021 1 Woche (insgesamt 2) | 2                                         | Ina Regen                                 | Rot                                                          | – |
| 16. April 2021 – 22. April 2021 1 Woche | 1                                         | Justin Bieber                             | Justice                                                      | – |
| 23. April 2021 – 29. April 2021 1 Woche | 1                                         | Giovanni Zarrella                         | Ciao!                                                        | – |
| 30. April 2021 – 6. Mai 2021 1 Woche | 1                                         | The Offspring                             | Let the Bad Times Roll                                       | – |
| 7. Mai 2021 – 13. Mai 2021 1 Woche | 1                                         | Samra                                     | Rohdiamant                                                   | – |
| 14. Mai 2021 – 20. Mai 2021 1 Woche | 1                                         | Ufo361                                    | Stay High                                                    | – |
| 21. Mai 2021 – 27. Mai 2021 1 Woche | 1                                         | Wincent Weiss                             | Vielleicht irgendwann                                        | – |
| 28. Mai 2021 – 3. Juni 2021 1 Woche | 1                                         | 187 Strassenbande                         | Sampler 5                                                    | – |
| 4. Juni 2021 – 10. Juni 2021 1 Woche | 1                                         | Kontra K                                  | Aus dem Licht in den Schatten zurück                         | – |
| 11. Juni 2021 – 17. Juni 2021 1 Woche | 1                                         | K.I.Z                                     | Rap über Hass                                                | – |
| 18. Juni 2021 – 24. Juni 2021 1 Woche (insgesamt 2) | 2                                         | Olivia Rodrigo                            | Sour                                                         | – |
| 25. Juni 2021 – 1. Juli 2021 1 Woche | 1                                         | Buntspecht                                | Spring bevor du fällst                                       | – |
| 2. Juli 2021 – 8. Juli 2021 1 Woche | 1                                         | Calimeros                                 | Bahama Sunshine                                              | – |
| 9. Juli 2021 – 15. Juli 2021 1 Woche | 1                                         | Kastelruther Spatzen                      | HeimatLiebe                                                  | – |
| 16. Juli 2021 – 22. Juli 2021 1 Woche | 1                                         | Nik P.                                    | Seelenrausch                                                 | – |
| 23. Juli 2021 – 29. Juli 2021 1 Woche | 1                                         | Die Amigos                                | Freiheit                                                     | – |
| 30. Juli 2021 – 12. August 2021 2 Wochen (insgesamt 3) | 3                                         | RAF Camora                                | Zukunft                                                      | – |
| 13. August 2021 – 2. September 2021 3 Wochen | 3                                         | Billie Eilish                             | Happier Than Ever                                            | – |
| 3. September 2021 – 9. September 2021 1 Woche (insgesamt 2) | 2                                         | Olivia Rodrigo                            | Sour                                                         | – |
| 10. September 2021 – 16. September 2021 1 Woche | 1                                         | Kanye West                                | Donda                                                        | Mit seinem zehnten Soloalbum erreicht Kanye West zum ersten Mal die Spitze der österreichischen Charts.      |
| 17. September 2021 – 23. September 2021 1 Woche | 1                                         | Iron Maiden                               | Senjutsu                                                     | – |
| 24. September 2021 – 30. September 2021 1 Woche | 1                                         | Metallica                                 | Metallica                                                    | – |
| 1. Oktober 2021 – 7. Oktober 2021 1 Woche | 1                                         | Bob Dylan                                 | The Bootleg Series Vol. 16: Springtime in New York 1980–1985 | – |
| 8. Oktober 2021 – 14. Oktober 2021 1 Woche | 1                                         | Die Ärzte                                 | Dunkel                                                       | – |
| 15. Oktober 2021 – 21. Oktober 2021 1 Woche (insgesamt 3) | 3                                         | RAF Camora                                | Zukunft                                                      | – |
| 22. Oktober 2021 – 28. Oktober 2021 1 Woche | 1                                         | Die Grubertaler                           | Echt Schlager – Die große Fete – Volume II                   | – |
| 29. Oktober 2021 – 11. November 2021 2 Wochen | 2                                         | Helene Fischer                            | Rausch                                                       | – |
| 12. November 2021 – 18. November 2021 1 Woche | 1                                         | Ed Sheeran                                | =                                                            | – |
| 19. November 2021 – 2. Dezember 2021 2 Wochen (insgesamt 4) | 4                                         | ABBA                                      | Voyage                                                       | Für die schwedische Popgruppe ist es das vierte Nummer-eins-Album in Österreich, aber das erste Studioalbum. |
| 3. Dezember 2021 – 16. Dezember 2021 2 Wochen | 2                                         | Adele                                     | 30                                                           | – |
| 17. Dezember 2021 – 23. Dezember 2021 1 Woche | 1                                         | Volbeat                                   | Servant of the Mind                                          | – |
| 24. Dezember 2021 – 30. Dezember 2021 1 Woche (insgesamt 4) | 4                                         | ABBA                                      | Voyage                                                       | – |

## Jahreshitparaden
Hinweis: Um die Jahrescharts noch im selben Jahr veröffentlichen zu können, werden von Ö3 bereits zwei Wochen vor Jahresende vorläufige Jahrescharts bekanntgegeben. Nach Ablauf des Jahres werden die vollständigen Jahreshitparaden veröffentlicht, auf denen auch folgende Top-10-Liste basiert.

| ← 2020 ← | Liste der Nummer-eins-Hits in Österreich | Liste der Nummer-eins-Hits in Österreich               | Liste der Nummer-eins-Hits in Österreich | 2022 →   |
| \| Singles \| Position# \| Alben \| \| --------------------------------------------------------------------------------------------------------------------------------------------------------------------------------------------------- \| --------- \| ------------------------------------------------------ \| \| Wellerman Nathan Evans Traditional \| 1 \| Voyage ABBA \| \| Bad Habits Ed Sheeran Frederick John Philip Gibson, Johnny McDaid, Edward Christopher Sheeran \| 2 \| Zukunft RAF Camora \| \| Stay The Kid Laroi & Justin Bieber Justin Drew Bieber, Isaac De Boni, Omer Fedi, Magnus August Høiberg, Charlton Kenneth Jeffrey Howard, Michael Mulé, Charlie Puth, Subhaan Rahmaan, Blake Slatkin \| 3 \| Rausch Helene Fischer \| \| Good 4 U Olivia Rodrigo Daniel Leonard Nigro, Olivia Rodrigo \| 4 \| 30 Adele \| \| Beggin’ Måneskin Bob Gaudio, Peggy Farina \| 5 \| Sour Olivia Rodrigo \| \| Save Your Tears The Weeknd Abel Tesfaye, Ahmad Balshe, Jason Quenneville, Max Martin, Oscar Holter \| 6 \| = Ed Sheeran \| \| Friday (Dopamine Re-Edit) Riton & Nightcrawlers feat. Mufasa and Hypeman Ross Alexander John Campbell, Hugh Jude Brankin, John Robinson Reid, Graham McMillan Wilson \| 7 \| Happier Than Ever Billie Eilish \| \| Love Tonight Shouse Ed Service, Jack Madin \| 8 \| Christmas Michael Bublé \| \| Montero (Call Me by Your Name) Lil Nas X Montero Hill, Denzel Baptiste, David Biral, Omer Fedi, Rosario Lenzo \| 9 \| Unerhört solide Pizzera & Jaus \| \| Heat Waves Glass Animals Dave Bayley \| 10 \| When We All Fall Asleep, Where Do We Go? Billie Eilish \| |                                          |                                                        |                                          |          |
| ← 2020 |                                          |                                                        |                                          | → 2022 → |
| Singles | Position#                                | Alben                                                  |                                          |          |
| Wellerman Nathan Evans Traditional | 1                                        | Voyage ABBA                                            |                                          |          |
| Bad Habits Ed Sheeran Frederick John Philip Gibson, Johnny McDaid, Edward Christopher Sheeran | 2                                        | Zukunft RAF Camora                                     |                                          |          |
| Stay The Kid Laroi & Justin Bieber Justin Drew Bieber, Isaac De Boni, Omer Fedi, Magnus August Høiberg, Charlton Kenneth Jeffrey Howard, Michael Mulé, Charlie Puth, Subhaan Rahmaan, Blake Slatkin | 3                                        | Rausch Helene Fischer                                  |                                          |          |
| Good 4 U Olivia Rodrigo Daniel Leonard Nigro, Olivia Rodrigo | 4                                        | 30 Adele                                               |                                          |          |
| Beggin’ Måneskin Bob Gaudio, Peggy Farina | 5                                        | Sour Olivia Rodrigo                                    |                                          |          |
| Save Your Tears The Weeknd Abel Tesfaye, Ahmad Balshe, Jason Quenneville, Max Martin, Oscar Holter | 6                                        | = Ed Sheeran                                           |                                          |          |
| Friday (Dopamine Re-Edit) Riton & Nightcrawlers feat. Mufasa and Hypeman Ross Alexander John Campbell, Hugh Jude Brankin, John Robinson Reid, Graham McMillan Wilson | 7                                        | Happier Than Ever Billie Eilish                        |                                          |          |
| Love Tonight Shouse Ed Service, Jack Madin | 8                                        | Christmas Michael Bublé                                |                                          |          |
| Montero (Call Me by Your Name) Lil Nas X Montero Hill, Denzel Baptiste, David Biral, Omer Fedi, Rosario Lenzo | 9                                        | Unerhört solide Pizzera & Jaus                         |                                          |          |
| Heat Waves Glass Animals Dave Bayley | 10                                       | When We All Fall Asleep, Where Do We Go? Billie Eilish |                                          |          |